# Herb Ugandy
Herb Ugandy – jeden z oficjalnych symboli Ugandy przyjęty w 1962 roku. 

## Historia
Herb został zaprojektowany i zarejestrowany przez brytyjską heroldię w 1962 roku. 

## Opis
W soczewkowatej tarczy o afrykańskim kształcie, w polu czarnym złote słońce, ponad tradycyjnym bębnem, barwy naturalnej, w głowicy na przemian trzy fale srebrne i trzy błękitne. Tarczę podtrzymują z prawej (heraldycznej) antylopa kob żółty, z lewej koronnik szary – narodowy ptak Ugandy. Za tarczą skrzyżowane włócznie barwy naturalnej. Tarcza stoi na kopcu oznaczającym żyzność ziemi, spod tarczy wypływa symboliczna rzeka Nil. Ukazane są też rośliny stanowiące podstawę rolnictwa – bawełna i kawa. Na dole wstęga z mottem kraju – ang. For God and My Country (tłum. dla Boga i mego kraju).
Symbole na tarczy oznaczają: fale na górze jezioro Wiktorii, w środku tarcza słoneczna reprezentująca słoneczne dni pełne radości, na dole tradycyjny bęben, wykorzystywany przy zabawach, tańcach i różnego rodzaju ceremoniach. Tarcza i włócznie symbolizują gotowość mieszkańców do obrony swego kraju.